# 千代田區役所

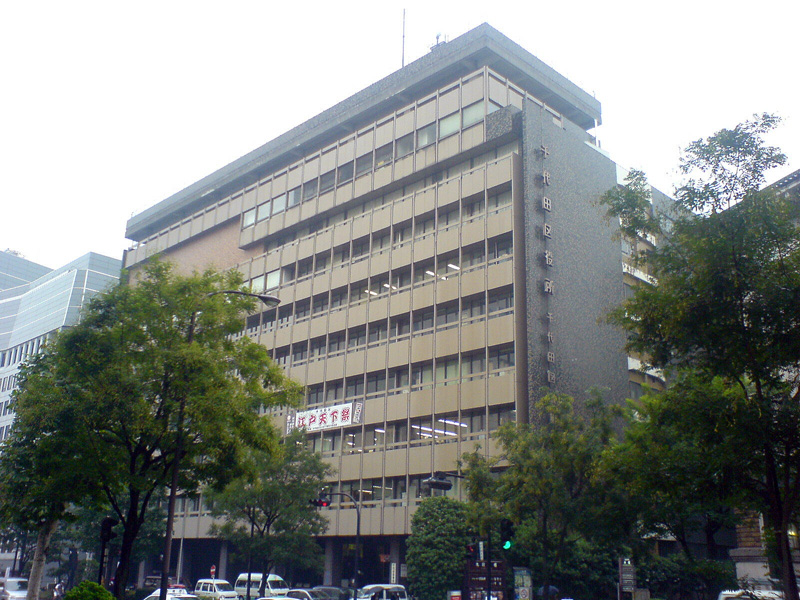
千代田區役所舊廳舎

千代田區役所（日语：／ Chiyoda kuyakusho */?），是千代田區的行政組織，目前與九段第3合同廳舎共用同棟建築。

## 概要
區役所與「九段第3合同廳舎」共用同棟大樓，一樓至十樓為千代田區役所廳舍，11樓至23樓則為中央部會的行政機關，包含關東綜合通信局、財務省會計中心、東京勞動局、關東信越厚生局麻藥取締部及東京國道事務所等機構之辦公室。建築興建與運營採政府和社會資本合作的方式，和清水建設達成合作。
舊廳舍原址坐落於千代田區九段南1丁目6-11。由於1955年完工的廳舍過於老舊，2007年5月廳舍搬遷至現址後，即拆除原建築，原址重建成為千代田區立高齢者綜合支援中心及九段坂醫院，並在2015年11月24日開業。

## 交通
千代田區役所本廳舎
- 地下鐵東西線、地下鐵半藏門線、都營新宿線

九段下站徒歩3分

## 外部連結
- 千代田区（页面存档备份，存于） （日語）
- 千代田区職員労働組合 （日語）
- 九段PFIサービス（页面存档备份，存于） （日語）